# 蔡幸珍
蔡幸珍（1972年9月24日—），台灣兒童繪本作家、研究者及兒童閱讀推動者。

## 學歷
- 北一女中
- 國立臺灣大學資訊工程學系
- 國立臺灣大學資訊工程研究所碩士
- 國立臺東大學兒童文學研究所碩士
- 毛毛蟲兒童哲學基金會兒童哲學師資培訓班

## 經歷
- 百羅科技股份有限公司研發資深經理
- 訊連科技股份有限公司研發五部經理
- 文藻外語學院外語教學系協同教師
- 《小羊雙月刊》專欄作家
- 臺北廣播電臺「幸福臺北」、「幸福生活館」節目固定嘉賓
- 中華民國圖書館學會第54屆書香社會推動委員會委員
- 火金姑繪本讀書會會長
- 櫻花草青少年小說讀書會會長
- 新北市書香文化推廣協會第10屆、第11屆理事長（2014年－2018年）
- 新樹幼兒圖書館館長
- 新北市圖書館選書小組委員
- 新北市立圖書館真人圖書[2]
- 小魯姊姊說故事
- 圖畫書講師
- 親子共讀、閱讀引導、兒童哲學教師

## 作品

### 繪本
- 《100隻豬與100隻大野狼》，臺北市：小兵出版社，2016年2月25日，ISBN 9789865641467[3]。
- 《東沙的守護神》

### 譯著
- 《傷心黑洞》，閔智英作，文恩淑繪，新北市：聯經出版，2017年1月11日，ISBN 9789570848564。

### 專文
- 《姊姊最棒！爸爸最棒！》推薦文，蘿拉·紐玫若芙（英语：Laura Numeroff）作，琳恩·孟辛兒繪，柯倩華譯，臺北市：小魯文化，2008年10月。
- 《姊姊最棒！爺爺最棒！》推薦文，蘿拉·紐玫若芙作，琳恩·孟辛兒繪，沙永玲譯，臺北市：小魯文化，2010年2月。
- 《和雨蛙爸爸一起：昆蟲採集初體驗》推薦文，松岡達英（日语：松岡達英）著，邱承宗譯，臺北市：小魯文化，2011年6月。
- 《CO2交通工具圖鑑》推薦文，三浦太郎（日语：三浦太郎）著，鄭明進譯，臺北市：小魯文化，2011年8月。
- 《原來數字可以這樣玩啊！》推薦文〈從生活情境中，開心玩數學〉，手塚明美、村田弘子著，周佩穎譯，臺北市：小魯文化，2011年9月1日。
- 《我們的森林》推薦文，邱承宗著，臺北市：小魯文化，2011年10月。
- 《小提姆和勇敢的船長》推薦文，艾德華·阿迪卓恩（英语：Edward Ardizzone）著，林真美譯，臺北市：米奇巴克，2012年3月18日。
- 《提姆和夏綠蒂》推薦文，艾德華·阿迪卓恩著，林真美譯，臺北市：米奇巴克，2012年3月18日。
- 《提姆和大個兒》推薦文，艾德華·阿迪卓恩著，林真美譯，臺北市：米奇巴克，2012年3月18日。
- 《為什麼不能去打獵》推薦文〈愛是唯一的理由——讓田知學從急診室醫生跨足圖畫書創作〉，田知學著，臺中市：白象文化，2012年3月22日。
- 《魯班與阿奇：最美好的禮物》推薦文，朱顏文，黃志民圖，新北市：小熊出版社，2012年3月28日。
- 《改變世界的「想像力與創意力典範」：史帝夫·賈伯斯》導讀文〈一本好書，引爆生命的熱情〉，南庚完作，安熙建繪，金炫辰譯，臺北市：小魯文化，2012年8月1日。
- 《小黑，對不起》推薦文，鄭淑芬著，臺北市：水滴文化，2012年8月30日。
- 《為孩子說故事：大聲讀給寶寶聽》推薦文，蔡淑媖著，臺北市：天衛文化，2012年11月。
- 《大屁股女王》導讀文〈美的眼睛，讓美無所不在！〉，菲利普·格溫（英语：Phillip Gwynne）作，布魯斯·華特利繪，謝維玲譯，臺北市：台灣東方，2013年3月。
- 《姊姊最棒！哥哥最棒！》推薦文，蘿拉·紐玫若芙作，琳恩·孟辛兒繪，沙永玲譯，臺北市：小魯文化，2013年3月。
- 《消失的動物園》推薦文，富田朋子作，宮川亞樹繪，張東君譯，臺北市：小魯文化，2013年4月。
- 《啵啵要乖喲！》推薦文，八木民子著，劉握瑜譯，臺北市：小魯文化，2013年8月。
- 《我的弟弟跟你換》推薦文，珍·歐梅洛德（英语：Jan Ormerod）作，安德魯·喬尼爾譯，朱恩伶譯，臺北市：台灣東方，2013年9月。
- 《樹頂的藍天》（音樂劇繪本）推薦文，李光福文，何亮亮音樂劇編寫，徐建國繪，臺北市：小兵出版社，2013年10月15日。
- 《爸爸是海洋魚類生態學家》推薦文，張東君作，陳維霖繪，臺北市：小魯文化，2013年11月。

## 外部連結
- 部落格：燦爛笑容的向日葵女孩---閱讀的傳道人 （页面存档备份，存于）
- Facebook個人頁面：蔡幸珍

- . 《書香遠傳》第104期 (國立公共資訊圖書館). 2012-11  [2016-11-26].[永久]
- 中國文化大學推廣教育部 （页面存档备份，存于）